# Camilla Sjoberg
Camilla Sjoberg (Skövde, 17 aprile 1976) è una modella, showgirl, attrice e disc jockey svedese.

## Biografia
Nasce nel Sud della Scandinavia, dove fino all'età di ventuno anni lavora come parrucchiera in un suo negozio a Karlsborg, in Svezia; poi, stanca della vita di provincia, decide di trasferirsi in California, a Walnut Creek, guadagnandosi da vivere come babysitter. Qui negli Stati Uniti, viene notata in un hotel di San Francisco da un talent scout italiano, il quale nel 1998 la porta a Milano e le fa intraprendere la carriera di modella. In Europa la ragazza diventa immediatamente testimonial di molte campagne pubblicitarie, legate al mondo della moda e non. Posa inoltre per vari servizi fotografici di nudo femminile su riviste settoriali e mensili maschili, e partecipa alla realizzazione di alcuni calendari sexy.
Intanto nel 2003 approda in televisione come una della showgirl di Torno sabato... e tre, programma del sabato sera di Rai 1 condotto da Giorgio Panariello. Sempre sul piccolo schermo, nel 2005 diventa una delle veejay della trasmissione musicale di Rai 2 CD Live, mentre nel 2007 è nel cast del programma di Cochi e Renato Stiamo lavorando per noi, sulla medesima rete. Negli stessi anni è anche una delle inviate di Dahlia TV. In mezzo a tutto ciò, nel 2006 debutta come attrice al cinema, come coprotagonista del film di Renato Pozzetto Un amore su misura, presentato al Festival di Roma. Sul grande schermo prende parte poi anche alla commedia Un'estate ai Caraibi di Carlo Vanzina. Oltre alla professione di modella ed attrice, è anche una deejay, esibendosi in DJ set nei locali e nelle discoteche.

## Filmografia
- Un amore su misura, regia di Renato Pozzetto (2007)
- Un'estate ai Caraibi, regia di Carlo Vanzina (2009)

## Programmi TV
- Torno sabato... e tre (2003)
- CD Live (2005-2007)
- Stiamo lavorando per noi (2007)

## Agenzie
La modella ha lavorato per le seguenti agenzie:
- Dominique Models - Bruxelles
- Women Direct - Milano
- 1st Option Model Management
- M4 Models - Amburgo
- East West Models
- Boss Model Management - Città del Capo
- Charlotte Fischer Models
- Gwen Management
- Imm Europe - Düsseldorf